# Pherania pygmaea
Pherania pygmaea is een hooiwagen uit de familie Gonyleptidae.